# Шумна пита
Шумна пита (Pitta versicolor) е вид птица от семейство Pittidae.

## Разпространение
Видът е разпространен в Австралия, Индонезия и Папуа Нова Гвинея.